# Yaksik
El yaksik (literalmente ‘comida medicinal’) o yakbap (‘arroz medicinal’) es una variedad de tteok (pastel de arroz coreano) elaborado cociendo al vapor arroz glutinoso y mezclándolo con nueces, azofaifo y piñones. Se condimenta con miel o azúcar moreno, aceite de sésamo, salsa de soja y a veces canela. Ha sido comido tradicionalmente en el Jeongwol Daeboreum (정월대보름), una fiesta tradicional coreana que cae cada 15 de enero en el calendario lunar.